# Can Verdereny
Can Verdereny és una masia del poble de Riells del Fai, en el terme municipal de Bigues i Riells, al Vallès Oriental. Pertany al veïnat de masies disperses de Can Quintanes.
Està situada a llevant de Riells del Fai, en el vessant meridional dels Cingles de Bertí i del seu contrafort sud-occidental, la Serra de Can Tabola. És al capdamunt de la vall del torrent de Can Pagès. A ponent seu hi ha la masia de Can Barretó, i a llevant, la de Can Berga.